# Alana King (Cricketspielerin)
Alana Maria King (* 22. November 1995 in Melbourne) ist eine australische Cricketspielerin, die seit 2022 für die australische Nationalmannschaft spielt.

## Kindheit und Ausbildung
King wuchs in Melbourne als Tochter einer indisch-australischen Familie auf. Sie folgte ihrem Bruder und spielte Cricket und bekam mit 16 Jahren einen Juniorenvertrag mit Victoria.

## Aktive Karriere
Zunächst spielte sie für die Melbourne Stars und Victoria, wechselte jedoch 2020 nach Western Australia und ein Jahr später zu den Perth Scorchers. Ihr Debüt in der Nationalmannschaft gab sie zu Beginn des Jahres 2022 bei der Tour gegen England, bei dem sie in allen drei Formaten antrat. Im dritten WODI der Tour erzielte sie 3 Wickets für 59 Runs. Daraufhin wurde sie für den Women’s Cricket World Cup 2022 nominiert und war dort mit 12 Wickets die beste Bowlerin der Australierinnen. Im Finale konnte sie gegen England 3 Wickets für 64 Runs beitragen und hatte so einen wichtigen Anteil am Turniersieg. Im Sommer erzielte sie bei einem Drei-Nationen-Turnier in Irland gegen Pakistan und den Gastgeber jeweils einmal 3 Wickets (3/8 und 3/9). Bei den Commonwealth Games 2022 war ihre beste Leistung in der Vorrunde gegen Barbados, als ihr 4 Wickets für 8 Runs gelangen.